# Большая Артёмовка
Большая Артёмовка — деревня в Гусь-Хрустальном районе Владимирской области России, входит в состав муниципального образования «Посёлок Красное Эхо».

## География
Деревня расположена в 13 км на восток от центра поселения посёлка Красное Эхо и в 33 км на северо-восток от Гусь-Хрустального.

## История
В конце XIX — начале XX века деревня входила в состав Бережковской волости Судогодского уезда, с 1926 года — в составе Арсамакинской волости Гусевского уезда. В 1859 году в деревне числилось 21 дворов, в 1905 году — 55 дворов, в 1926 году — 79 дворов. 
С 1929 года деревня являлась центром Больше-Артемовского сельсовета Гусь-Хрустального района, с 1940 года — в составе Дубасовского сельсовета, с 1954 года в составе — Старо-Опокинского сельсовета, с 1969 года — в составе Семеновского сельсовета, с 2005 года — в составе Муниципального образования «Посёлок Красное Эхо».

## Население
| 1859 | 1905 | 1926 |
| ---- | ---- | ---- |
| 191  | 347  | 393  |

| 1859 | 1905 | 1926 | 2002 | 2010 | 2021 |
| ---- | ---- | ---- | ---- | ---- | ---- |
| 191  | ↗347 | ↗393 | ↘9   | ↗15  | ↘9   |